# Osella FA1
La Osella FA1 è una vettura da Formula 1 realizzata della Osella Corse per la stagione 1980.

## Tecnica
La vettura venne sviluppata da Giorgio Stirano. Come propulsore la FA1 impiegava un motore Ford Cosworth DFV che erogava la potenza di 480 cv ed era gestito da un cambio manuale Hewland a sei rapporti. Il telaio era in tubi in acciaio aeronautico pannellato in Avional ed alluminio. Le sospensioni erano a bilanciere.
Fu la prima vettura F1 della casa italiana.

## Carriera agonistica
Il pilota ingaggiato dal team era Eddie Cheever, gia in forze nel 1979 in Formula 1, che come miglior risultato in tutta la stagione riuscì a conseguire un dodicesimo posto nel Gran Premio di'Italia. Il campionato iniziò con 4 mancate qualificazioni nelle prime sei gare e poi, pur in presenza di buone prestazioni in prova, fu costellato di numerosi ritiri e la prestazione generale del mezzo non fu eccelsa a causa del peso eccessivo, della mancanza di carico aerodinamico e dell'inaffidabilità.
Ne furono costruiti 3 esemplari il terzo dei quali, presentato ad Imola a settembre, presentava un telaio rinforzato e rivisto nelle sospensioni.

## Risultati
| Anno | Team   | Motore       | Gomme | Piloti        |    |    |     |     |    |    |     |     |     |     |     |    |     |     | Punti | Pos. |
| ---- | ------ | ------------ | ----- | ------------- | -- | -- | --- | --- | -- | -- | --- | --- | --- | --- | --- | -- | --- | --- | ----- | ---- |
| 1980 | Osella | Cosworth DFV | G     | Eddie Cheever | NQ | NQ | Rit | Rit | NQ | NQ | Rit | Rit | Rit | Rit | Rit | 12 | Rit | Rit | 0     | 14º  |